# Mike Chang
Michael " Mike " Robert Chang Jr. er en fiktiv karakter fra FOX' musikalsk komedie-drama-serie Glee. Figureren er portrætteret af skuespiller og danser Harry Shum, Jr. , og har optrådt i Glee siden fjerde episode i den første sæson, "Preggers", den 23. september 2009. Glee følger prøvelserne i koret New Directions på den fiktive William McKinley High School i byen Lima, Ohio, i hvilken kor Mike er medlem af. Han er indført som en fodboldspiller, der slutter sig til klubben sammen med et par af hans holdkammerater, og viser sig hurtigt at være en fremragende danser.